# Luigi Amilcare Fracchia
Luigi Amilcare Fracchia (Rivarone, 1872 – Rivarone, 1922) è stato un agronomo italiano, professore di agraria e direttore delle Cattedre ambulanti di agricoltura di Pavia e di Roma.

## Biografia

Nell'anno 1895 si laureò in Scienze Agrarie con la massima votazione alla Regia Scuola Superiore d'Agricoltura di Milano, e vi restò come assistente del professor Vittorio Alpe.
Dal 1896 al 1898 fu alla Cattedra d'Agricoltura di Parma quale coadiutore del celebre agronomo professor Antonio Bizzozero, che rappresentava uno dei creatori delle Cattedre ambulanti di agricoltura. 
Dal 1898 al 1903 passò a dirigere la "Cattedra Ambulante di agricoltura" di Pavia.
Fu direttore responsabile dal primo numero (10 marzo 1903) del periodico "L'Alba Agricola" periodico quindicinale, organo della Cattedra ambulante d'agricoltura e delle altre istituzioni agrarie del pavese. 
Quando nel 1905 l'Amministrazione provinciale di Roma deliberò di fondare pure nella capitale la cattedra agraria, il suo vecchio maestro prof. Bizzozero, al quale si era rivolta per la designazione di un tecnico che sapesse affrontare la gran prova per la redenzione dell'Agro Romano, indicò il collega.
Lasciò così la Cattedra di Pavia, per passare alla direzione della Cattedra dell'Agro romano, che tenne poi ininterrottamente fino alla fine, avvenuta nel 1922, mentre si trovava al natio paese. 
Fu prima consigliere e poi vice presidente Nel Consorzio Agrario Cooperativo di Roma dal 1910 sino al 1922.
Fu membro nelle commissioni ministeriali che avevano il compito di studiare leggi e disposizioni per l'attuazione della bonifica agraria, leggi sulle quali iniziò le pubblicazioni di monografie storiche ed economiche. Fece parte del Consiglio Superiore Del Traffico Ferroviario per vari anni ed ha lasciato su questa materia una dotta monografia.

## Opere pubblicate
- Prof. Luigi Amilcare Fracchia - L'agricoltura italiana ed il progetto delle nuove tariffe ferroviarie; L'industria armentizia e le ferrovie; I trasporti ferroviari refrigeranti dei prodotti deperibili / . - Roma: Tipografia editrice nazionale, 1914. - VIII, 173 p.